# Kentfield (Kalifornija)
Kentfield je naseljeno područje za statističke svrhe u američkoj saveznoj državi Kalifornija. Prema popisu stanovništva iz 2010. u njemu je živjelo 6.485 stanovnika.